# تیزه‌زن
توده‌زن روستایی است از توابع شهرستان بروجرد در استان لرستان. این روستا در دهستان گودرزی در بخش اشترینان این شهرستان قرار دارد .

## جمعیت
بنابر سرشماری مرکز آمار ایران، جمعیت تیزه زن در سال ۱۳۸۵ برابر با ۲۰۳۳ نفر بوده است که از این میان ۱۱۱۵ نفر مرد و بقیه زن بوده اند. این روستا ۴۹۱ خانوار دارد. 
مردم روستا از طوایف اصیل استان لرستان همچون :  
صارمی ، صارمُ الممالک ، گودرزی ، امرایی ، کولیوند و سادات حسینی می باشند .( طوایفی همچون: عباس میرزا ،نظربیک، عَبدَلی ، زینَل،امرایی و ... )  
فامیلی اکثر مردم روستا صارمی می باشد . 